# Mosteiro de Las Huelgas
O Mosteiro de Santa María la Real de Las Huelgas é um mosteiro feminino em Burgos, na Espanha. Foi fundado pelo rei Afonso VIII de Castela e pela sua jovem esposa, a princesa de Inglaterra Leonor Plantageneta, filha de Leonor de Aquitânia e de Henrique II de Inglaterra, em 1187.

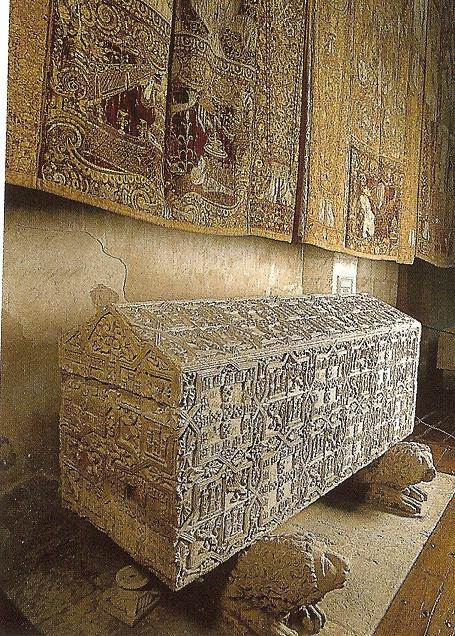
Túmulo da infanta Branca de Portugal (1259–1321) no Mosteiro de Las Huelgas.

Na Idade Média, foi o mais importante mosteiro feminino de Castela, albergando raparigas pertencentes à alta nobreza e da família real castelhana.
Possui uma biblioteca, onde as freiras guardavam livros de diferentes e numerosos temas, alguns até proibidos pela Igreja Católica. Um famoso livro compilado e armazenado nesta biblioteca por vários séculos é o códice de Las Huelgas.

## Sepultamentos
- Afonso VIII, Rei de Castela e Toledo;
- Berengária, Rainha de Castela e Leão;
- Branca, senhora do mosteiro de Las Huelgas;
- Branca, Infanta de Portugal;
- Henrique I, Rei de Castela e Toledo;
- Leonor, Rainha de Aragão;
- Leonor, Rainha de Castela;
- Pedro, Infante de Castela;
- Filipe, Senhor de Cabrera e Ribera